# Franz von Rohden

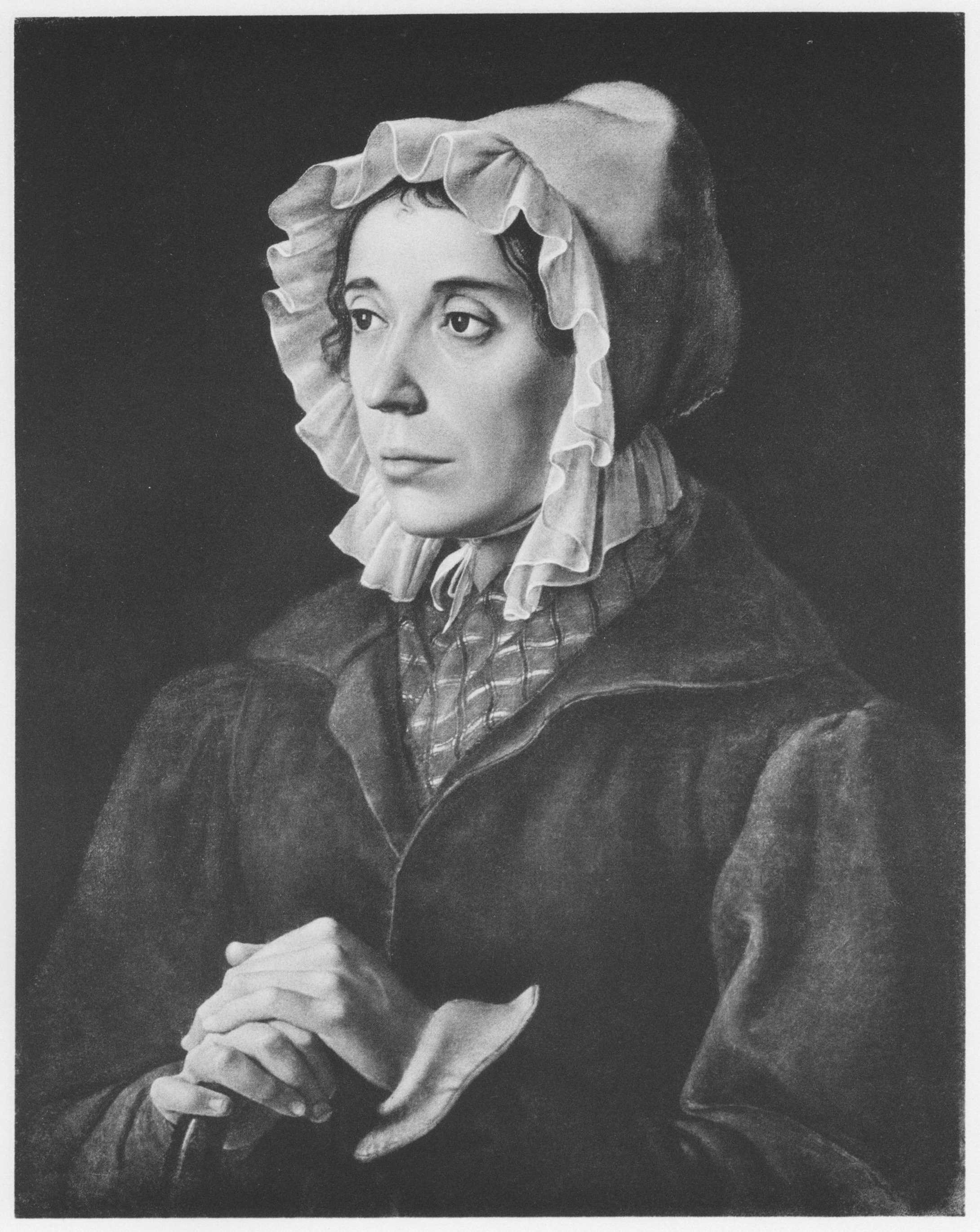
Tante des Künstlers av Franz von Rohden.

Franz von Rohden, född den 15 februari 1817 i Rom, död där den 28 december 1903, var en tysk målare, son till Johann Martin von Rohden.
von Rohden blev föga beaktad under sin livstid. Hans damporträtt (två deponerade i Berlins nationalgalleri) är hållna i en enkel teknik, som utgår från nasarenernas stil, men är stort sedda, karaktärsskildringen är rättfram, på en gång intim och intensiv, teckningen mästerlig i sin slutenhet och skärpa. Den heliga familjen finns i Neue Pinakothek i München.